# Chopin Ridge (King George Island)
Chopin Ridge (polnisch Grań Chopina) ist ein 265 m hoher Bergkamm auf King George Island im Archipel der Südlichen Shetlandinseln. Er ragt mit nordsüdlicher Ausrichtung zwischen dem Lions Rump und dem Low Head auf.
Teilnehmer einer von 1977 bis 1979 dauernden polnischen Antarktisexpedition nach King George Island benannten ihn nach dem polnisch-französischen Komponisten Frédéric Chopin (1810–1849). Das UK Antarctic Place-Names Committee übertrug am 3. April 1984 die polnische Benennung ins Englische.